# College Garden
College Garden è un giardino annesso all'Abbazia di Westminster a Londra, noto specialmente come luogo di interviste televisive con uomini politici. 

## Storia
Mille anni addietro era il giardino dell'infermeria del monastero, e si dice che sia il più antico giardino d'Inghilterra ad essere coltivato continuamente. La funzione principale del College Garden non è più quella di procurare l'alimentazione ai monaci ma l'area conserva ancora un'atmosfera di quiete, pur essendo situata in una zona così trafficata. A ricordo dell'erbario che i monaci avevano creato qui, un nuovo giardino delle erbe è stato creato nel 2010. 
Il suo nome si riferisce alla Chiesa Collegiata di San Pietro, dell'abbazia di Westminster, piuttosto che alla Westminster School di cui il College Dormitory di Lord Burlington costituisce il lato ovest. Il lato nord è costituito dalla grande sala della Westminster School (in origine il dormitorio dei monaci) e la casa dei canonici dell'abbazia; i lati est e sud sono occupati dalle mura medievali con fossato che un tempo davano sul Tamigi, ora 45 metri dietro la Camera dei Lords.

## Turismo
Il parco è aperto al pubblico tutti i martedì, mercoledì e giovedì pomeriggio di tutto l'anno, dalle 10 alle 18 in estate e dalle 10 alle 16 in inverno. È visitabile separatamente dall'Abbazia e nessun costo è richiesto per visitare il giardino soltanto. Durante la visita, è anche possibile visitare il Little Cloister Garden, un piccolo giardino con una fontana nel chiostro, e il St Catherine's Garden, che si trova tra le rovine della vecchia infermeria monastica.